# WSL Challenger Series
A WSL Challenger Series é a divisão de acesso ao Circuito Mundial de surfe organizado pela Liga Mundial de Surfe. Ela fica hierarquicamente localizada entre o Championship Tour (equivalente à primeira divisão) e o Qualifying Series (terceira divisão), que é base dessa estrutura e onde competem jovens surfistas. Para o ano de 2023, o Challenger Series tem início logo após a realização da quinta etapa do Circuito Mundial, e é formada de seis etapas, com final disputada em Saquarema, no Rio de Janeiro. No novo formato, a divisão de acesso é disputada em etapas em cinco países, na seguinte ordem: Austrália (duas primeiras etapas), África do Sul, Estados Unidos, Portugal e Brasil.

## WSL Challenger Seriesde 2022

### Formato e número de surfistas
Na edição de 2022, o Challenger Series foi composto de 96 homens e 64 mulheres, selecionados pelos sete escritórios regionais da WSL Regional Qualifying Series em todo o mundo. A divisão foi formada de oito etapas, com início no Australia's Gold Coast, Austrália e fim em Haleiwa, Havaí. Os melhores cinco resultados dos surfistas das oito etapas na Challenger Series foram computados, de modo que os 10 melhores homens e as 5 melhores mulheres garantiram vaga para a temporada de 2023.

### Etapas
Estas são as seguintes etapas do Challenger Series de 2022:
| Etapa | Data                           | Evento                                                | Local                                            |
| ----- | ------------------------------ | ----------------------------------------------------- | ------------------------------------------------ |
| 1     | 1 de maio – 15 de maio         | Boost Mobile Gold Coast Pro apresentado pela Rip Curl | Gold Coast, Queensland, Austrália                |
| 2     | 17 – 24 de maio                | Sydney Surf Pro apresentado pela Rip Curl             | Manly Beach, Manly, Nova Gales do Sul, Austrália |
| 3     | 20 – 27 de julho               | Ballito Pro apresentado pela O´Neill                  | Willard Beach, Ballito, África do Sul            |
| 4     | 30 de julho – 7 de agosto      | Vans US Open of Surfing                               | Huntington Beach, Califórnia, EUA                |
| 5     | 1 – 9 de outubro               | EDP Vissla Pro Ericeira                               | Ericeira, Mafra, Lisboa, Portugal                |
| 6     | 12 – 23 de outubro             | Quiksilver & Roxy Pro France                          | Landes, França                                   |
| 7     | 1 – 8 de novembro              | Corona Saquarema Pro apresentado pelo Banco do Brasil | Saquarema, Rio de Janeiro                        |
| 8     | 26 de novembro – 7 de dezembro | Haleiwa Challenger em Haleiwa Beach                   | Haleiwa Beach, Haleiwa, Havaí, EUA               |

## WSL Challengers Series de 2023
Os quatro melhores resultados de cada atleta nas seis etapas é computado para formar um ranking final que definirá os classificados para o Circuito Mundial do próximo ano. Para a edição de 2023, o número de participantes foi reduzido de 96 para 80 surfistas na categoria masculina e de 64 para 48 na feminina. Nesta divisão também competem os surfistas que não fizeram o corte no meio da temporada do Championship Tour,  que brigam por vagas para retornar a elite mundial na próxima temporada.

### Número de atletas
A quantidade de vagas para a competição foi distribuída da seguinte forma:
- 12 homens e 7 mulheres que não fizeram o corte do meio da temporada do Championship Tour;
- 10 homens  que ficaram do 11º ao 20º lugar do ranking masculino do Challenger Series 2022 e 5 mulheres que ficaram do 6º ao 10º lugar do ranking feminino do Challenger Series 2022;
- 3 homens e 2 mulheres do CT 2022 que não se classificaram de nenhuma forma para o Challenger Series ou para o Championship Tour;
- 49 homens e 30 mulheres classificados pelos sete escritórios regionais da WSL (América do Sul (8 homens e 4 mulheres), América do Norte (8 homens e 5 mulheres), Havaí/Taiti (6 homens e 4 mulheres), Europa (8 homens e 5 mulheres), África (5 homens e 3 mulheres), Ásia (6 homens e 4 mulheres) e Austrália/Oceania (8 homens e 5 mulheres));
- 2 vagas para os campeões do Mundial Júnior de 2022 (um homem e uma mulher);
- 5 convidados e 3 convidadas pela WSL (vagas de wildcard).

### Etapas
Estas são as seguintes etapas do Challenger Series de 2023:
| Etapa | Data                      | Evento                                                   | Local                                 |
| ----- | ------------------------- | -------------------------------------------------------- | ------------------------------------- |
| 1     | 6 de maio – 13 de maio    | Boost Mobile Gold Coast Pro apresentado por GWM          | Gold Coast, Queensland, Austrália     |
| 2     | 17 – 24 de maio           | GWM Sydney Surf Pro apresentado por Bonsoy               | Sydney, Nova Gales do Sul, Austrália  |
| 3     | 2 – 9 de julho            | Ballito Pro apresentado por O’Neill                      | Willard Beach, Ballito, África do Sul |
| 4     | 26 de julho – 6 de agosto | US Open of Surfing apresentado por Pacífico              | Huntington Beach, Califórnia, EUA     |
| 5     | 1 – 8 de outubro          | EDP Vissla Pro Ericeira apresentado por Estrella Galicia | Ericeira, Mafra, Lisboa, Portugal     |
| 6     | 14 – 21 de outubro        | Corona Saquarema Pro apresentado por Banco do Brasil     | Saquarema, Rio de Janeiro             |